# Helge Braun
Helge Reinhold Braun (18 de outubro de 1972) é um médico e político alemão, filiado à União Democrata-Cristã (CDU).
É desde 2018 chefe da Chancelaria Federal da Alemanha e Ministro Federal para Assuntos Especiais no Quarto Gabinete Merkel.